# النسوية (العلاقات الدولية)
النسوية هي مصطلح واسع يطلق على أعمال المثقفين المعنيين بتقديم الاهتمام بالجنس إلى الدراسة الأكاديمية للسياسية الدولية مستخدمين بذلك النظرية النسوية وأحيانا نظرية أحرار الجنس لاستيعاب السياسة العالمية والعلاقات الدولية بشكل أفضل.
فيما يخص نظرية العلاقات الدولية، هناك توجه نسوي يجمع بين فئة عريضة من التوجهات النظرية تسمى بالانعكاسية مندرجة تحت توجه يلتزم بنظرة عقلانية مبنية على مقدمات منطقية لنظرية الاختيار العقلاني والتوجه الانعكاسي، الذي يتضمن نظرية البناء ونظرية ما بعد البنيوية ونظرية ما بعد الاستعمار، واعتبار هويات الدولة ومصالحها في تدفق مستمر حيث تقوم القواعد والهوية بدور رئيسي في تشكيل السياسة كمصالح مادية.
يعد كتاب «موز وشواطئ وقواعد عسكرية» لسينثيا إنلوي من أكثر الأعمال تأثيرا في النسوية (العلاقات الدولية). يوضح هذا النص الأدوار المختلفة التي تؤديها النساء في السياسة الدولية مثل عمال قطاع المزارع وزوجات الدبلوماسيين وعاملات الجنس في القواعد العسكرية...إلخ. النقطة المهمة التي يؤكد عليها هذا الكتاب هي كيف أننا مجبرون على إعادة النظر في افتراضاتنا فيما يتعلق «بماهية» العلاقات الدولية عندما ننظر إلى العلاقات الدولية من وجهة نظر السيدات.
هناك الكثير من النظريات المختلفة التي تدخل إطار العمل في مجال النسوية وأجساد النساء بشكل عام عندما نتحدث عن العلاقات الدولية والدور الذي تلعبة النساء في إطاره.
إحدى النظريات تعرف باسم «القيمة الأساسية البنائية للنوع الاجتماعي»، والتي تفتح مجال النقاش والجدال حول كون جنس الفرد شيء بيولوجي، أي أنه يولد به، ويمثل بدوره شيء طبيعي. بينما النوع الاجتماعي (الجنس) هو شيء نابع من المجتمع، أي مكتسب ومتعلم داخل تنشئة النظام المجتمعي.
والاتجاه النسوي في العلاقات الدولية يقدم تحليلات عديدة، ليس فقط للمفاهيم النظرية لعلاقات النوع الاجتماعي (الجنس) لكن أيضا للعواقب التي تديم تبعية النسوية والجسد الأنثوي.
فالنساء (الجسد الأنثوي–التصرفات الأنثوية) قد تحملن قدر كبير من الانتقادات لتصرفاتهن، شخصياتهن، حتى سلوكياتهن في الأوساط أو الميادين العامة والخاصة على حد سواء.
خاصة عند الترشح لإحدى المراكز السياسية، سواء أكان المنصب على المستوى المحلي أو الدولي.
يرجع ذلك لوجود تصور عن النساء الطموحات سياسيا كونهن إما ذوي اتجاهات أنثوية للغاية أو بالمقابل ذوي اتجاهات ذكورية للغاية، ليكن قادرات على تولي الوظيفة التي تقدمها بعض الوزارات أو المراكز السياسية.
و ذلك المفهوم مرتبط تماما بفكرة أن النساء سيوجهن اهتماماتهن فقط نحو «قضايا النساء»، كمشكلات التعليم وحق الإجهاض، بينما سيوجه الرجال أنظارهم «لقضايا الرجال» كالخدمة العسكرية، الأمن القومي للبلاد، والاقتصاد.
كما يمكن إرجاع هذا النمط من التفكير لنظرية أخرى وهي «القيمة الجوهرية للنوع الاجتماعي» وأيضا بالاعتقاد الراسخ المتبع من قبل معظم أفراد مجتمعاتنا، أن كلا من الرجال والنساء يتمسكون بشدة «بطبيعتهم وجوهرهم» سواء كونهم أنثويين أو ذكوريين، إذ ينظر لمعظم النساء على أنهن مربيات حانيات في مقابل معظم الرجال الذين ينظر لهم كأفراد عدائيين ومتهورين.
من المهم أن يسعى الباحثون لتقديم تفسير أوضح للمعوقات التي تتحملها النساء في إطار محاولتهن لبلوغ المناصب السياسية على أي صعيد.
بادئ ذي بدء، يجب الأخذ في الاعتبار الأوضاع الاقتصادية والاجتماعية للنساء، وبالتالي الصعوبات التي تواجة عملية تمويل الحملات لهن.
وبالرغم على كون النساء في العالم الغربي يحصلن على تعليم أفضل من أي وقت مضى، إلا أن سلطاتهن الاجتماعية والاقتصادية ما زالت لا تصل لمتوسط أعداد الرجال في نفس الأصعدة.
هذا يقود إلى تأثيرات وعواقب أبعد بالنسبة للنساء؛ إذ يرتبط التوظيف بشكل أساسي بقدرة الفرد على الحصول على المعلومات السياسية، وعلى بناء الفاعلية السياسية الداخلية، وهكذا فإن الأوضاع الاقتصادية والسياسية لا تؤدي فقط إلى قدرة أقل على تمويل الحملات السياسية للنساء، لكن تؤدي أيضا لانخفاض مستويات الفاعلية السياسية، مما يؤثر على مشاركة المرأة في السياسة من البداية.  
توجد المزيد من العوائق أمام دخول النساء في المجال السياسي، والتي تشمل على -سبيل المثال لا الحصر- التمسك بالأوساط المحدودة الخاصة والتدقيق في محتوى وسائل الإعلام، إذ أن تغطية وسائل الإعلام للحملات السياسية قد تكون مضرة بشكل خاص لقدرة النساء على بلوغ المناصب السياسية. فالإعلام يركز بشكل كبير على المظهر الجسماني وأسلوب الحياة، بدلا من التركيز على التساؤلات السياسية البارزة التي تستهدفها الحملات السياسية للمرشحات النساء.
من ناحية أخرى، فإن النساء يحصلن على تغطية إعلامية شاملة أقل من غيرهن؛ فوسائل الإعلام ما زالت تطرح التساؤلات وتشكك بقدرات النساء ومهاراتهن في إطار اتجاهات القوى المستقبلية، بالإضافة للتركيز على «قضايا المرأة» وهذه النوعية من التغطية الإعلامية لحملات النساء لا تشجع الناخبين على التصويت أو المشاركة في الحملات الخاصة بالمرشحات النساء، فضلا عن عدم تشجيع النساء أنفسهن على الدخول في حملات سياسية.
و هكذا، أثبتت وسائل الإعلام قدرتها على تمثيل المرشحين على أنهم قادرين أو غير قادرين/مناسبين لتولي المناصب السياسية، وذلك يحدث ببساطة من خلال لغة الحوار المستخدمة من قبلهم.
فتلك الأنماط الحوارية تموضع الرجال في مناصب السياسة العليا، كما تعزز الفهم الرمزي «لقضايا المرأة» في مقابل «قضايا الرجل»، ومن سيكون الأفضل في تمثيله مناصب السياسة العليا بناء على فهم طبيعة الأجسام الفردية والهويات الاجتماعية (النوع الاجتماعي) للأفراد.
مع ذلك، فإنه من رؤية عدسة نسوية للعلاقات الدولية، يمكن فهم الطبيعة المنظمة لهذه التصورات والرؤى عن العلاقة بين الطبائع الجسمانية والهويات الاجتماعية للأفراد من أجل استبعاد النقاشات المجتمعية حولها، وإيجاد أماكن للنساء في خضم ميادين السياسة العليا.
ويعتمد مسار التقدم على محاولة الأفراد خلق «فضولهم حول النسوية» الخاص بهم بشكل متجزيء من المجتمع، من أجل تحدي الوضع الراهن، والمضي قدما في القضايا النسوية المتعلقة بالعلاقات الدولية.
لتمثيل النوع الاجتماعي كدور أدائي، بدلا من كونه مجرد شئ يولد المرء به أو يكون جزء منه.
في إحدى مؤلفاتها Judith Butler تذكر جوديث باتلر: إن «الجسد المثير هو نتاج الخطاب حول الجنس بقدر ما أن الخطاب حول الجنس (النوع الاجتماعي) هو نتاج الحديث عن الجسد الذي تم دفعة للميول الجنسانية».